# Penose
Penose è un termine colloquiale olandese usato per descrivere il crimine organizzato ad Amsterdam e in altre grandi città dei Paesi Bassi (Rotterdam, Eindhoven).

## Storia
Il crimine organizzato nei Paesi Bassi risale al XVIII secolo quando gruppi di ladri, magnacci e venditori ambulanti crearono un gergo chiamato Bargoens per comunicare tra di loro.
Penose deriva proprio da Bargoens.
Il primo gruppo criminale di cui si ha conoscenza è il De Bokkenrijders che terrorizzava la parte meridionale dei Paesi Bassi e la parte orientale del Belgio nel XVIII secolo.
Oggigiorno invece i Paesi Bassi sono conosciuti come il più grande paese esportatore di ecstasy nel mondo.

## Attività
I gruppi criminali olandesi sono grandi esportatori di cocaina, cannabis e in piccola parte anche di eroina.
Per quanto riguarda la cocaina e l'ecstasy collaborano con le British firms e i cartelli colombiani, mentre per l'hashish con i baroni della droga del Marocco e i baroni della droga Pashtun del Pakistan.